# Dario Frigo
Dario Frigo (Turijn, 18 september 1973) is een voormalig Italiaans wielrenner. Hij won een aantal belangrijke wedstrijden, maar kwam in opspraak door dopinggebruik.

## Biografie

### Wielerloopbaan
Frigo werd beroepswielrenner in 1996 bij Saeco. Hij behaalde tijdens zijn eerste jaren als professioneel wielrenner diverse aansprekende resultaten, zoals tweede plaatsen in de Ronde van Trentino (1998) en de Ronde van Burgos (1999). Hij liet zien een typische ronderenner te zijn, die zeer goede tijdritcapaciteiten combineerde met een redelijk klimtalent. Frigo begon pas echt op te vallen toen hij vanaf 2000 bij Fassa Bortolo reed. Hij won in dat jaar de Ronde van Trentino en werd tweede in de Ronde van Zwitserland.
Een seizoen later, in 2001, won Frigo Parijs-Nice en de Ronde van Romandië. Hij leek ook op weg om de Ronde van Italië te gaan winnen, toen de politie bij een inval in zijn hotelkamer diverse dopingproducten vond. Frigo bekende dat de producten van hem waren, maar beweerde ze nog nooit gebruikt te hebben en ze slechts bij zich te hebben 'voor het geval dat'. Frigo werd uit de Giro gezet, door Fassa Bortolo ontslagen en een half jaar geschorst.
In 2002 keerde hij terug bij een kleiner team, Tacconi Sport–Vini Caldirola met name, en liet zien nog niet afgeschreven te zijn: hij won opnieuw de Ronde van Romandië, het Kampioenschap van Zürich, een etappe in de Ronde van Frankrijk en een etappe in Parijs-Nice. Ook werd hij Italiaans kampioen tijdrijden (en tweede in het wegkampioenschap). Bovendien werd hij tiende in de Ronde van Italië. Fassa Bortolo kreeg spijt van zijn ontslag en vanaf 2003 reed Frigo weer in de wit-blauwe kleuren.
Frigo bleef bouwen aan zijn erelijst. In 2003 voegde hij de Catalaanse Wielerweek en de Ronde van Valencia aan zijn palmares toe. In de Ronde van Italië won hij een etappe en eindigde hij als zevende in het eindklassement. 

### Later leven
Na dit seizoen verdween Dario Frigo uit de schijnwerpers, al dook zijn naam wel op in dopingonderzoeken door de Italiaanse justitie. Zijn enige overwinning sinds 2003 was een etappe in de Ronde van Luxemburg van 2005. Datzelfde jaar werd tijdens de Ronde van Frankrijk in de auto van Frigo's vrouw epo aangetroffen. Ook Frigo werd gearresteerd en hij moest de Tour daarmee noodgedwongen verlaten. Ploegleider Ferretti zei dat hij spijt had Frigo een tweede kans te hebben gegeven, en noemde hem een schoft. Tourdirecteur Jean-Marie Leblanc noemde hem 'van de generatie die oneerlijk is en denkt er mee weg te komen'.
In 2009 werden Frigo en zijn vrouw veroordeeld tot een gevangenisstraf van drie maanden met uitstel. In eerste instantie was het koppel in 2008 door de rechtbank van Albertville veroordeeld tot zes maanden met uitstel en een gezamenlijke boete van 8.757 euro.

## Belangrijkste overwinningen
1999
- 2e etappe Dekra Open
- Eindklassement Dekra Open

2000
- Ronde van Campanië
- 5e etappe Ronde van Trentino

2001
- 6e etappe Parijs-Nice
- Eindklassement Parijs-Nice
- Eindklassement Ronde van Romandië
- 15e etappe Ronde van Italië

2002
- 6e etappe Parijs-Nice
- 2e etappe Ronde van Romandië
- Eindklassement Ronde van Romandië
- Italiaans kampioen tijdrijden, Elite
- 17e etappe Ronde van Frankrijk
- Subida a Urkiola
- Kampioenschap van Zürich

2003
- 1e etappe Ronde van Valencia
- Eindklassement Ronde van Valencia
- 4e etappe Parijs-Nice
- 4e etappe Catalaanse Week
- Eindklassement Catalaanse Week
- 18e etappe Ronde van Italië

2005
- 3e etappe deel A Ronde van Luxemburg

## Resultaten in voornaamste wedstrijden
| Jaar | Ronde van Italië | Ronde van Frankrijk | Ronde van Spanje |
| ---- | ---------------- | ------------------- | ---------------- |
| 1996 | 84e              |                     |                  |
| 1997 | 14e              | opgave              |                  |
| 1998 | 42e              |                     | opgave           |
| 1999 | opgave           |                     | opgave           |
| 2000 | 13e              |                     |                  |
| 2001 | opgave (1)       |                     |                  |
| 2002 | 10e              | 25e (1)             |                  |
| 2003 | 7e (1)           |                     | 21e              |
| 2004 |                  |                     |                  |
| 2005 |                  | opgave              |                  |

| Jaar | Milaan-San Remo | Amstel Gold Race | Luik-Bast.‑Luik | Ronde van Lombardije | Waalse Pijl | Clásica San Sebastián |  | WK op de weg |
| ---- | --------------- | ---------------- | --------------- | -------------------- | ----------- | --------------------- |  | ------------ |
| 1996 |                 |                  |                 |                      | 54e         |                       |  |              |
| 1997 |                 | 36e              |                 |                      |             |                       |  |              |
| 1998 |                 | 13e              | 93e             |                      | 14e         | 109e                  |  |              |
| 1999 |                 |                  |                 | 40e                  |             |                       |  |              |
| 2000 |                 |                  | 11e             |                      | 8e          | 39e                   |  |              |
| 2001 |                 |                  | 59e             |                      | 7e          |                       |  |              |
| 2002 | 104e            |                  | 61e             | 9e                   | 7e          | 5e                    |  |              |
| 2003 |                 |                  |                 | ↑                    |             |                       |  |              |
| 2004 |                 |                  |                 | 8e                   |             |                       |  | 22e          |
| 2005 |                 |                  | 55e             |                      |             |                       |  |              |